# St. Lorenz (Schwimbach)

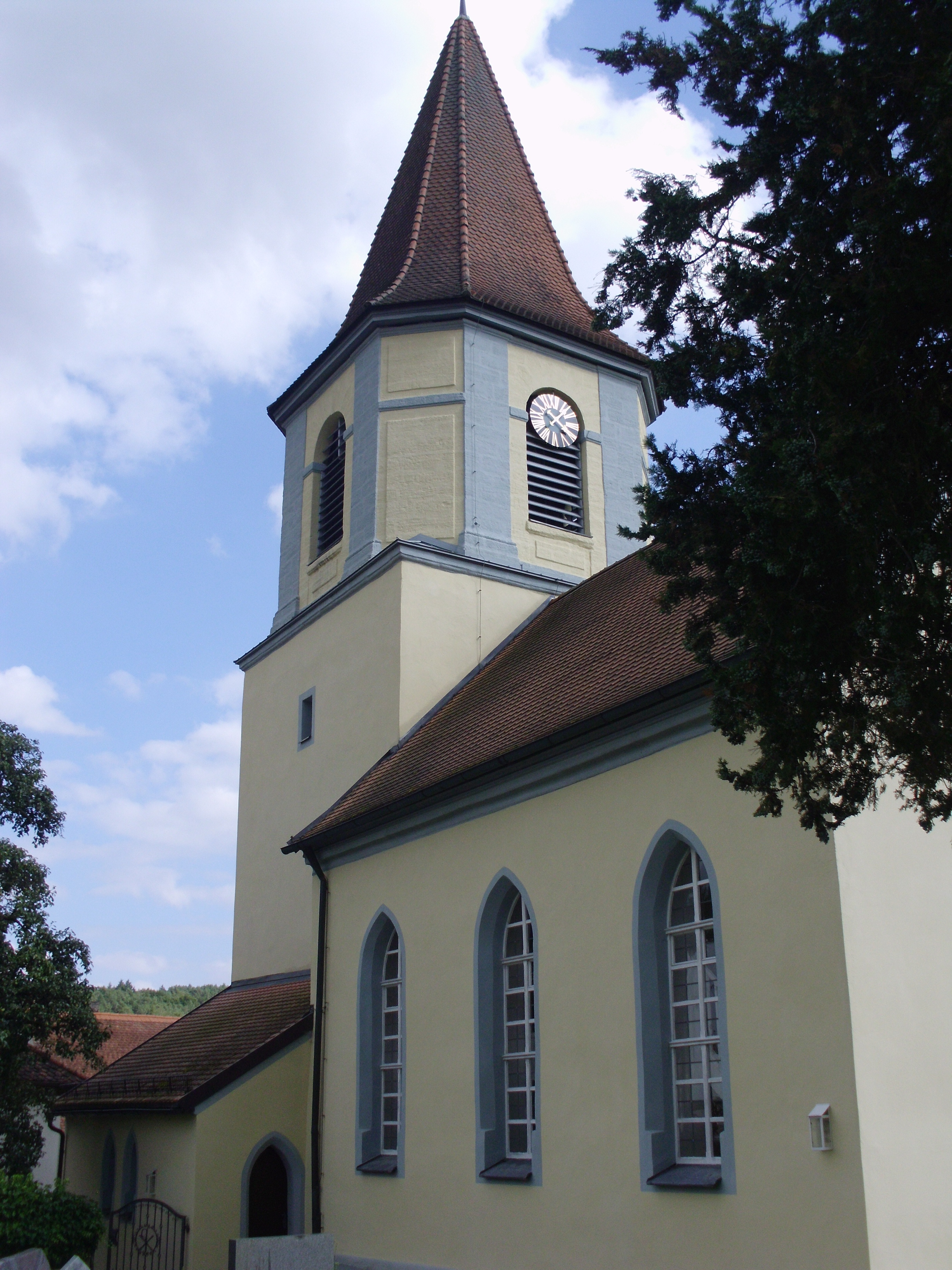
St. Lorenz (Schwimbach)

Die denkmalgeschützte, evangelisch-lutherische Pfarrkirche St. Lorenz steht in Schwimbach, einem Gemeindeteil des Marktes Thalmässing im Landkreis Roth (Mittelfranken, Bayern). Die Kirche ist unter der Denkmalnummer D-5-76-148-97 als Baudenkmal in der Bayerischen Denkmalliste eingetragen. Die Kirche gehört zum Dekanat Weißenburg im Kirchenkreis Nürnberg der Evangelisch-Lutherischen Kirche in Bayern.

## Beschreibung
Die unteren Geschosse des Chorturms der Saalkirche stammen aus dem 13./14. Jahrhundert. Er wurde 1763 mit einem achteckigen Geschoss aufgestockt, das die Turmuhr und den Glockenstuhl mit drei Kirchenglocken beherbergt, und mit einem achtseitigen Knickhelm bedeckt. Das mit einem Satteldach bedeckte Langhaus im Westen wurde 1859 erneuert. Der Innenraum des Chors, d. h. das Erdgeschoss des Chorturms, ist mit einer Flachdecke überspannt. In ihm steht ein spätgotischer Flügelaltar, in dessen Schrein sich eine sitzende Statue des heiligen Laurentius befindet.